# Jean Aggerman
Jean Aggerman ou Jean de Cattendyck (ca 1438-1496) est un carme flamand, docteur en théologie de l'université de Louvain et fondateur du carmel masculin d'Anvers.

## Biographie
Jean Aggerman est né aux environs de 1438, à Cattendyck, village autrefois situé sur l'île de Zuid-Beveland, en Zélande, à la frontière actuelle entre la Belgique et la Hollande. Entré au couvent des carmes de Malines, il y fait profession, le 9 septembre 1456. Il entame ensuite des études à Louvain, sous la direction de Godeffroi de Loe, docteur de l'université de Cologne, qui établit un collège carme dans la ville brabançonne, le 10 février 1641. Jean devient ainsi bachelier de l'université en 1472. Il deviendra ensuite licencié, puis docteur en octobre 1475. En 1477, ses supérieurs le désignent comme régent, c'est-à-dire responsable des études, pour le couvent de Grammont. Deux ans plus tard, il accompagne le prieur provincial, Martin de Moniauw, en visite canonique à la communauté de Louvain. Il en ira de même en 1485. En 1486, il entame la fondation d'un couvent de carmes à Anvers, non sans difficulté, puisque le chapitre des chanoines de la cathédrale Notre-Dame vont lui susciter un procès qui durera plusieurs années. En 1490, il assiste le nouveau provincial, Jean Wirickx de Nuits, au cours de la visite canonique de celui-ci à la communauté de Louvain. Il se voit également nommé prieur et régent des études à Bruxelles, avant de renoncer, en 1491, à la première de ces charges. En 1494, il devient à la fois le premier prieur d'Anvers, le régent d'études de cette maison et le premier définiteur de la province. Le litige avec les chanoines ayant pris fin, non sans avoir attiré sur lui la protection de l'empereur Maximilien, Jean est appelé au Grand conseil des Pays-Bas à Malines, pour aider au redressement des affaires publiques, affaiblies par dix ans de guerre civile dans les Flandres (1482-1492). Il décédera dans cette ville en 1496, mais son corps sera transporté à Anvers et inhumé dans la salle capitulaire du couvent.

## Postérité
Au XVIIIe siècle, Jean-Noël Paquot atteste de l'épitaphe rédigée par Charles Couverceel et gravée sur la tombe de Jean Aggerman, ainsi que d'un manuscrit conservé dans les archives du couvent d'Anvers, à travers lequel le fondateur relatait les circonstances et les difficultés rencontrées dans son entreprise. Le même bibliophile signale encore d'autres œuvres en latin : un discours adressé à l'université de Cologne, un recueil de sermons destiné au grand public, et un commentaire complet des Sentences de Pierre Lombard, fruit de l'enseignement dispensé aux étudiants de Louvain, Malines et Bruxelles.

### Œuvres
- Oratio latina ad Universitatem Coloniensem.
- Concionum ad populum Liber Unus.
- In Sententias Petri Lombardi, Libri quatuor.
- Prima Fundatio conventus Antuerpiensis carmelitarum; cum omnibus circumstantiis difficultatum subortarum.

### Études
- J.-N. Paquot, « Jean Aggerman ou Jean de Cattendyck », Mémoires pour servir l'histoire littéraire des dix-sept provinces des Pays-Bas, de la principauté de Liège, et de quelques contrées voisines, Louvain, Imprimerie Académique, t. XII,‎ 1768, p. 307-309 (lire en ligne).